# Helge Rode
Helge Rode (Frederiksberg, 16 ottobre 1870 – Frederiksberg, 23 marzo 1937) è stato uno scrittore e giornalista danese.
Redattore del Politiken e dell'Illustreret Tidende, fu critico nei confronti di Georg Brandes.
Fratello del politico danese Ove Rode era anche il padre dell'attore Ebbe Rode.